# Lars Schaade
Lars Schaade (* 1966 in Hoya, Niedersachsen) ist ein deutscher Facharzt für Mikrobiologie und Infektionsepidemiologie. Seit 2023 ist er Präsident des Robert Koch-Instituts. Seit 2017 ist er Honorarprofessor an der Charité.

## Leben und Karriere
Von 1985 bis 1987 leistete Schaade seinen Zivildienst in Nienburg ab. Er nahm 1987 ein Studium der Humanmedizin an der Georg-August-Universität Göttingen auf und wurde dort 1994 promoviert; Thema seiner Dissertationsschrift war die „Isolierung und Strukturanalyse von zwei zytostatisch wirksamen Gangliosiden aus Maus-Makrophagen“.
Von 1995 bis 1996 war Schaade als Wissenschaftlicher Mitarbeiter in der Medizinischen Mikrobiologie der Universität Göttingen tätig, ab 1996 am Institut für Medizinische Mikrobiologie des Universitätsklinikums der RWTH Aachen. Von 2000 bis 2002 war er dort als wissenschaftlicher Assistent (Lehr- und Forschungsgebiet Virologie) beschäftigt. Im Jahr 2000 bestand er bei der Ärztekammer Nordrhein die Prüfung zum Facharzt für Mikrobiologie und Infektionsepidemiologie. 2003 folgte die Habilitation im Fach Medizinische Mikrobiologie und Virologie an der Medizinischen Fakultät der RWTH Aachen. 
Von 2002 bis 2007 war er als Referent des Referats „Übertragbare Krankheiten, AIDS, Seuchenhygiene“ im Bundesministerium für Gesundheit, Bonn und Berlin tätig; ab 2006 war er stellvertretender Referatsleiter, von 2007 bis 2010 Referatsleiter. 
Von 2010 bis 2023 war er Abteilungsleiter des „Zentrum für Biologische Gefahren und Spezielle Pathogene (ZBS)“ und von 2011 bis 2023 Vizepräsident des Robert Koch-Instituts in Berlin. 2017 erfolgte die Ernennung zum Honorarprofessor an der Charité in Berlin. Nach dem Ausscheiden Lothar H. Wielers zum 1. April 2023 war Schaade zunächst kommissarischer Präsident des Robert Koch-Instituts. Am 4. Oktober 2023 wurde er zum Präsidenten des RKI ernannt und im März 2024 als ständiger Gast in den ExpertInnenrat „Gesundheit und Resilienz“ des Bundeskanzleramts, dem Nachfolgegremium des Corona-Expertenrats, berufen.